# Georgi Nurov
Georgi Valeryevich Nurov (tiếng Nga: Георгий Валерьевич Нуров; sinh ngày 8 tháng 6 năm 1992 ở Moskva) là một tiền đạo bóng đá người Nga thi đấu cho FC Veles Moskva.

## Sự nghiệp câu lạc bộ
Anh có màn ra mắt tại Giải bóng đá ngoại hạng Nga cho F.K. Lokomotiv Moskva vào ngày 6 tháng 11 năm 2011 trong trận đấu với P.F.K. CSKA Moskva.
Vào tháng 2 năm 2017, anh gia nhập câu lạc bộ hạng ba Bỉ Patro Eisden.